# Объединённый институт проблем информатики Национальной академии наук Беларуси
Объединённый институт проблем информатики Национальной академии наук Беларуси (ОИПИ НАН Беларуси) — государственное научное учреждение Республики Беларусь. Создан в 2002 году в процессе реорганизации путём слияния научно-исследовательского объединения «Кибернетика», государственного научного учреждения «Институт технической кибернетики Национальной академии наук Беларуси» и научно-инженерного республиканского унитарного предприятия «Системы автоматизации».
На 31 декабря 2023 г. численность сотрудников составляла 307 человек, в том числе 12 докторов наук и 50 кандидатов наук, научных сотрудников – 143.
Скачать брошюру ОИПИ НАН Беларуси в PDF формате

## Деятельность
Области научных интересов и направления научных исследований:
- Модели, методы и алгоритмы, основанные на использовании и анализе данных разных типов и объёмов, предназначенные для решения задач распознавания образов, создания проблемно-ориентированных и экспертных систем.
- Модели, методы, алгоритмы и программные средства интеллектуальной обработки, анализа и распознавания медико-биологических данных, изображений, речевой и текстовой информации и разработка на их основе информационных технологий и систем медицинского и социального назначения.
- Модели и методы для систем поддержки принятия решений при планировании и управлении высокотехнологичными, роботизированными производствами и электротранспортом.
- Нелинейные модели самоорганизации хаотических волновых процессов в приложениях к анализу динамики сложных систем и явлений, нейросетевых структур и цифровых сигналов.
- Информационная поддержка конструкторско-технологической подготовки аддитивного производства.
- Робастное интеллектуальное управление в мехатронных технических и биотехнических системах.
- Модели и методы оптимизации энергопотребления, площади и быстродействия заказных сверхбольших интегральных схем.
- Инструментальная среда и базовые принципы проектирования и использования моделей семейства специализированных малогабаритных кластерных суперкомпьютерных конфигураций с низким уровнем шума для решения ресурсоёмких задач с большим объёмом потоковых операций.
- Компьютерные модели многоспектральных фотоэлектрических преобразующих устройств с оптическими концентраторами и прототипирование перспективных образцов интегрированной оптоэлектроники для информационных систем.
- Модели, методы и средства цифровой безопасности технологий «умный город».
- Методы, алгоритмы, архитектура и технологии цифровизации историко-культурной информации.
- Разработка и сопровождение аудиогидов и интеллектуальной цифровой платформы.
- Поведенческие и интеллектуальные методы обнаружения атак в телекоммуникационных сетях.
- Развитие медицинских информационных систем, а также телемедицинских систем, интеллектуальными инструментами поддержки диагностики на основе применения технологий искусственного интеллекта.
- Разработка технологий цифровой трансформации сферы здравоохранения Республики Беларусь на основе внедрения интеллектуальных методов и систем анализа биомедицинской информации.
- Разработка и освоение программного обеспечения методики анализа потребности медицинских учреждений в трансфузионных веществах.
- Разработка и внедрение систем поддержки принятия клинических решений и интеллектуальных информационных систем прогнозирования рисков развития заболеваний.
- Разработка и внедрение цифровых картографических информационных систем и ГИС в интересах силовых структур и землеустроительных служб.
- Развитие и обеспечение функционирования информационных ресурсов и телекоммуникационной инфраструктуры научно-информационной компьютерной сети Национальной академии наук Беларуси BASNET.
- Предоставление вычислительных ресурсов, разработка программного обеспечения и суперкомпьютеров, реализован на базе Республиканского суперкомпьютерного центра коллективного пользования.
- Разработка и внедрение автоматизированных систем информационного обеспечения инновационной деятельности и трансфера технологий в НАН Беларуси на новой программно-информационной платформе.
- Разработка и внедрение комплекса информационно-технологических систем для автоматизации научных и научно-технических библиотек на основе облачных Web- технологий.
- Разработка и введение в эксплуатацию программного комплекса многопоточной обработки научной информации для сервисного обслуживания пользователей библиотек.

- Оказание организациям НАН Беларуси услуг по организационно-техническому обеспечению реализации мероприятий в сфере цифрового развития, в том числе по:
  - разработке технических паспортов мероприятий в сфере цифрового развития;
  - разработке технических заданий на создание цифровых платформ и информационных систем в рамках мероприятий цифровой трансформации и цифрового развития;
  - разработке конкурсных, иных документов, документов, предоставляемых для подготовки предложений к участию в процедуре государственной закупки;
  - разработке (доработке) программного обеспечения;
  - сопровождению цифровых платформ и информационных систем.

- Управление и координация деятельности научно-технического центра цифровых технологий «IT-град Академический».

Институт проводит фундаментальные и прикладные исследования в области кибернетики, информатики, автоматизации и прикладной математики, осуществляет научное обеспечение процессов информатизации в Республике Беларусь.

## История
1965 — На базе лабораторий кибернетического профиля Института математики и вычислительной техники АН БССР образован Институт технической кибернетики АН БССР. Институт определён межотраслевой головной организацией по применению математических методов и вычислительной техники для автоматизации процессов технической подготовки производства в машиностроении.
1975 — Создано Специальное конструкторско-технологическое бюро с опытным производством.
1978 — Начаты работы в области цифровой картографии.
1978 — Присуждена Государственная премия БССР за работы в области САПР Семенкову О. И., Днепровскому Е. В., Раковичу А. Г., Цветкову В. Д., Ярмошу Н. А.
1984 — Институт награждён Орденом Трудового Красного Знамени.
1985 — Присуждена Государственная премия СССР за работы в области цифровой картографии Семенкову О. И., Берегову Б. С., Маньшину Г. Г., Старцеву А. В., Сутурину А. К., Протопопову О. Г.
1986 — Присуждена Государственная премия БССР за работы в области автоматизации испытаний Чеголину П. М., Петько В. И., Куконину А. Г.
1989 — К ИТК АН БССР присоединено СКТБ с ОП.
1990 — Присуждены премии Ленинского Комсомола Белоруссии за работы в области обработки сигналов и изображений Абламейко С. В., Кроту А. М., Демиденко С. Н., Старовойтову В. В. и за работы в области теории расписаний Тузикову А. В., Ковалёву М. Я.
1995 — К ИТК АН Беларуси присоединён Вычислительный центр АН Беларуси
1996 — На базе лабораторий и отделов ИТК НАН Беларуси образовано научно-исследовательское объединение «Кибернетика» в составе: Институт технической кибернетики АН Беларуси — головная научная организация объединения, научно-инженерное предприятие «Информационные технологии», научно-инженерное предприятие «Геоинформационные системы», инженерное предприятие «Научное приборостроение», научно-инженерное предприятие «Системы автоматизации».
1998 — Присуждена Государственная премия Беларуси за работы в области теории расписаний Танаеву В. С., Сотскову Ю. Н., Гордону В. С., Шафранскому Я. М., Ковалёву М. Я., Струсевичу В. А.
2002 — Государственное научное учреждение «Институт технической кибернетики Национальной академии наук Беларуси», научно-исследовательское объединение «Кибернетика» и НИРУП «Системы автоматизации» реорганизуются путём слияния в государственное научное учреждение «Объединённый институт проблем информатики Национальной академии наук Беларуси» (ОИПИ НАН Беларуси).
2003 — Присуждена Государственная премия Беларуси за работы в области обработки и распознавания изображений Абламейко С. В., Старовойтову В. В., Тузикову А. В., Садыхову Р. Х..
2007 — Государственное научное учреждение «Объединённый институт проблем информатики Национальной академии наук Беларуси» реорганизовано в форме присоединения к нему государственного научного учреждения «Национальный центр информационных ресурсов и технологий» Национальной академии наук Беларуси. Также Институту переданы права и обязанности учредителя следующих юридических лиц:
- Научно-инженерного республиканского унитарного предприятия «Геоинформационные системы»;
- Научно-инженерного республиканского унитарного предприятия «Межотраслевой научно-практический центр систем идентификации и электронных деловых операций».